# Meek Mill
Robert Rihmeek Williams (Filadélfia, 6 de maio de 1987) é um rapper americano, mais conhecido pelo seu nome artístico Meek Mill. É o fundador e CEO da gravadora de hip-hop Dream Chasers Records que fundou em 2012.

## Discografia

### Álbuns de Estúdio
- Dreams and Nightmares (2012)

- Dreams Worth More Than Money (2015)
- Wins and Losses (2017)
- Champiomships (2018)

### Álbuns em Parceria
- Nothing But Flamerz (2010)
- Self Made Vol. 1 (com Maybach Music Group) (2011)
- Self Made Vol. 2 (com Maybach Music Group) (2012)
- Self Made Vol. 3 (com Maybach Music Group) (2013)
- Self Made Vol. 4 (com Maybach Music Group) (2015)
- Too Good To Be True (Com Rick Ross) (2023)

### Mixtapes
- Flamers (2008)
- Flamers 2: Hottest In Tha City (2009)
- Flamers 2.5: The Preview (2009)
- Flamers 3: The Wait Is Over (2010)
- Mr. Philadelphia (2010)

- Deamchasers (2011)
- Dreamchasers 2 (2012)
- Dreamchasers 3 (2013)
- DC4 (2016)
- Dreamchasers 4.5 (2017)